# Eurynogaster incompta
Eurynogaster incompta är en tvåvingeart som beskrevs av Hardy och Linda M. Kohn 1964. Eurynogaster incompta ingår i släktet Eurynogaster och familjen styltflugor. Inga underarter finns listade i Catalogue of Life.